# Neptune Islands
Neptune Islands är öar i Australien. De ligger i delstaten South Australia, omkring 230 kilometer väster om delstatshuvudstaden Adelaide.